# EBuddy

eBuddy képernyő fotó

Az eBuddy egy webes üzenetküldő kliens MSN-hez, Yahoo! Messenger-hez, AOL Instant Messenger-hez és Google Talk-hoz. Az eBuddy elérhető a weben és mobilon egyaránt. Az eBuddy gyors üzenetküldést nyújt minden számítógépen, még tűzfal mögül is, mert HTTP protokollt használ. Ingyenes.